# Pica-soques roquer oriental
El pica-soques roquer oriental (Sitta tephronota) és un ocell de la família dels sítids (Sittidae).

## Hàbitat i distribució
Viu als penya-segats, gorges, boscos de pins i deserts de l'est de Turquia, Caucas, Transcaucàsia i des de Turkmenistan cap a l'est fins al sud de Turkestan, nord d'Iraq, l'Iran, Afganistan i Pakistan.